# Mesembriomys
Mesembriomys är ett släkte av gnagare som ingår i familjen råttdjur.

## Taxonomi
Arter enligt Catalogue of Life och Wilson & Reeder (2005):
- Mesembriomys gouldii
- Mesembriomys macrurus

Det vetenskapliga släktnamnet är sammansatt av de grekiska orden mesembria (middagstid/söder) och mys (mus). Det syftar på europeiska förhållanden (Grekland). I Australien står solen under middagstiden i norr.
Arterna är nära släkt med andra råttdjur från den australiska regionen och de räknas därför till Pseudomys-gruppen inom underfamiljen Murinae.

## Utbredning
Dessa gnagare förekommer i västra och norra Australien samt på mindre öar i regionen. De vistas i savanner med trädgrupper eller med glest fördelade träd.

## Utseende
Mesembriomys gouldii är med en kroppslängd (huvud och bål) av 24 till 35 cm, en svanslängd av 27 till 39 cm och en vikt av 430 till 870 gram större än den andra arten som når 19 till 25 cm kroppslängd, 29 till 36 cm svanslängd och 207 till 330 gram vikt. På ovansidan har Mesembriomys gouldii en gulbrun till gulgrå päls medan undersidan är vitaktig. Däremot är artens fötter och främre svans svart. Mesembriomys macrurus har blek brunaktig rygg och liksom den andra arten vitaktig undersida. Den har även vitaktiga fötter. Båda arter har en yvig tofs vid svansens spets. Vid roten är svansen glest täckt med hår och ibland syns fjäll under håren. Alla tår är utrustade med klor men vid bakfötterna är klorna kraftigare.
Individerna är aktiva på natten och klättrar främst i växtligheten. Ibland kommer de ner till marken. De bygger bon av löv och bark som placeras i trädens håligheter. Födan utgörs av frön och nötter samt ibland av andra växtdelar och ryggradslösa djur.

## Ekologi
Honor kan para sig hela året men kort före regntiden föds flest ungar. Dräktigheten varar 43 till 44 dagar och en kull har en till tre ungar. Ungarna föds blinda och de öppnar ögonen efter cirka 11 dagar. Ungefär 42 dagar efter födelsen slutar honan med digivning. Könsmognaden infaller tidigast vid två månaders ålder. Med människans vård kan arterna leva nästan fyra år.

## Status
IUCN listar Mesembriomys gouldii som nära hotad (NT) och Mesembriomys macrurus som livskraftig (LC).